# الویس و آنابل
الویس و آنابل (به انگلیسی: Elvis and Anabelle) یک فیلم عاشقانه و درام آمریکایی به نویسندگی و کارگردانی ویل گایگر است. بلیک لایولی، مکس مینگلا، جو مانتگنا، مری استینبرجن و کیت کارادین در این فیلم بازی می‌کنند. این فیلم در ۱۰ مارس ۲۰۰۷ در جشنواره فیلم و موسیقی جنوب از جنوب غربی در آستین، تگزاس به نمایش درآمد و بعداً در سال ۲۰۱۲ در شبکه اچ‌بی‌او به نمایش درآمد.

## داستان
آنابل مادری خودخواه و جاه طلب دارد و او را در خانه حبس کرده‌است. او از خانه شان می‌رود و مادرش را ترک می‌کند تا زندگی تازه‌ای را شروع کند. در مسیر رسیدن به خواسته‌هایش با پسری به نام الویس آشنا می‌شود که حس خوبی از زندگی را برای او زنده می‌کند. اما ناگهان بر سر صحنه نمایش آنابل می‌میرد و …